# Calau-de-narcondam
O calau-de-narcondam (Rhyticeros narcondami) é uma espécie de ave da família Bucerotidae. 
É endémica da Índia, Ilha Narcondam.
Os seus habitats naturais são: florestas subtropicais ou tropicais húmidas de baixa altitude.
Está ameaçada por perda de habitat.